# مصرف دولة باكستان
مصرف دولة باکستان (بینک دولت پاکستان) هو المصرف المركزي لدولة باكستان ویصدر عملتها «الروبیة الباکستانیة».